# سیارک ۲۴۲۶۸
سیارک ۲۴۲۶۸ (به انگلیسی: 24268 Charconley، نامگذاری:1999XN156) بیست و چهار هزار و دویست و شصت و هشتمین سیارک کشف شده‌است که در ۸ دسامبر ۱۹۹۹ کشف شد.
قدر مطلق سیارک برابر ۱۴.۱ است.